# Rött hår

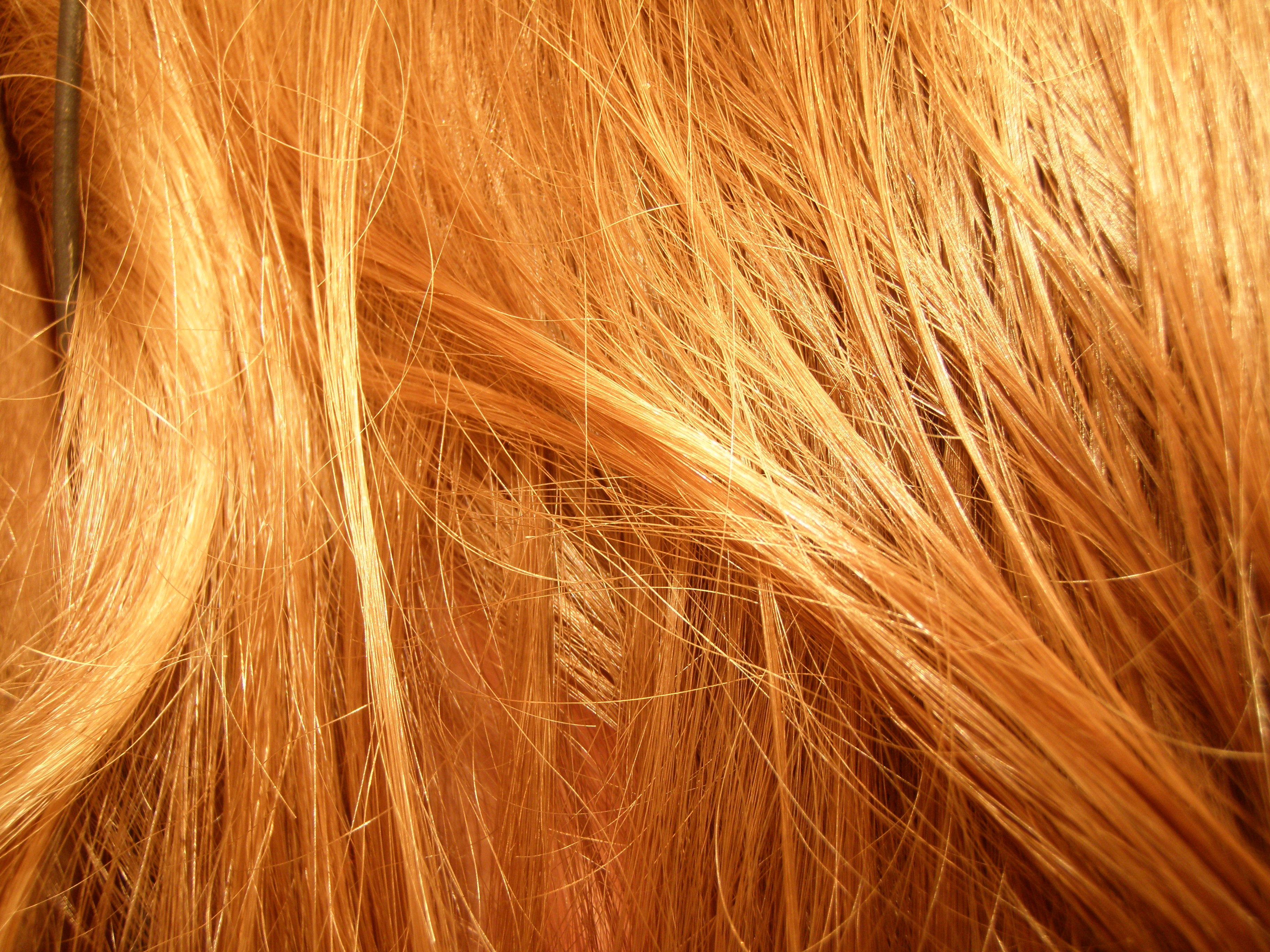
Ljusrött hår.

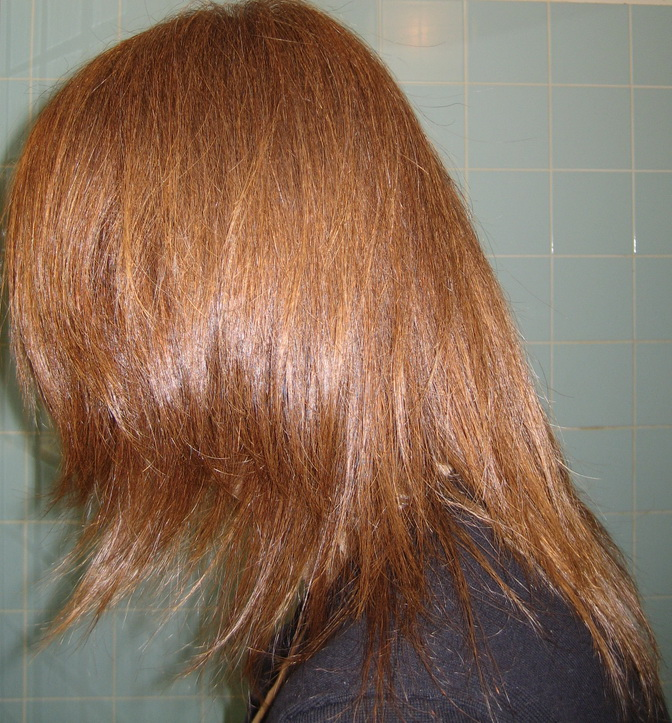
Hår med både bruna och röda pigment.

Rött hår är hår med mycket feomelanin och lite eumelanin. Rött hår hänger ofta samman med mycket ljus hy och fräknar. Personer som har annan hårfärg än röd kan ha rött skägg och rött kroppshår.
Det finns två typer av melanin. Feomelanin har en gul-röd nyans och eumelanin en brun-svart. Rött hår uppkommer för att genen för hårfärg kodar för att bilda mycket feomelanin till hårstråt. Färgmättnaden beror på mängden, typen och paketeringen av melaninpolymerer, som skapas av melanocyter och insöndras i keratinocyter. Färgen produceras i hårroten som ligger i huden. Rött hår kan därmed definieras som stor mängd feomelanin. Feomelanin ger emellertid också blont hår, om det uttrycks i mindre mängd. Total frånvaro av melanin gör håret vitt, vilket förekommer under ålderdomen och vid svår albinism. Men intrycket av hårets färg påverkas också av hur melaninet paketeras i melanosomer som har olika form och storlek.
Genen för hårfärg,  MC1R, förekommer i minst sju olika varianter bland européer, men i hela världen har mer än 100 alleler hittats, dock är de otillfredsställande utforskade. Rött hår i Europa kan kopplas till flera olika sådana varianter. Bortsett från hur generna kodar för uttrycken, styrs genen också av parakrina och endokrina faktorer, vilka påverkar genuttrycket (jämför epigenetik). Ögonfärgen bestäms av andra gener. MC1R reglerar mängden eumelanin och feomelanin i hårstråt.
Det finns flera olika mutationer av MC1R, som ger blont eller rött hår. Vissa varianter hänger samman med något mörkare hudfärg, och vissa med mycket ljus. En mutation av MC1R (Arg307Gly) har hittats hos neandertalare, men inte hos homo sapiens. En annan variant (Val92Met), förekommer hos båda. Det finns följaktligen flera röda hårnyanser, vilket genetiskt kan förklaras av att det uppkommer av olika mutationer. Men också epigenetiska faktorer kan förändra den röda nyansen. Personer med brunt hår kan ha inslag av röda hårstrån eller röda nyanser bland det bruna, vilket i så fall beror på att personen har gener för både eumelanin och feomelanin.
Rött hår förekommer omtalat i keltiska befolkningar, men också bland annat hos taiwaneser och personer i Mellanöstern. Ungefär 5-10% skandinaver har rött hår. Liksom med blont hår är det något vanligare bland barn än vuxna.
Det finns ett välkänt samband mellan rödhårighet och en kraftigt förhöjd risk att drabbas av hudcancer. Sambandet gäller malignt melanom, och då i synnerhet om rödhårigheten hänger samman med ljus hud som inte blir särskilt brun i solen men som lätt bränner sig. Sambandet mellan hudcancer och rödhårighet gäller följaktligen endast en del varianter av MC1R, där vissa mutationer har upp till fyra gånger högre risk. Risken tycks dels bero på solkänsligheten (pigmenteringsfaktorer), dels på andra faktorer än pigmenteringen. Risken tycks också snarare sammanfalla med att ha en allel för rödhårighet, än med den subjektiva bedömningen huruvida håret är rött. Den ökade risken för hudcancer som rödhåriga har, tycks emellertid också sammanfalla med en minskad risk att drabbas av prostatacancer.